# 谢尔盖·尼古拉耶维奇·维诺格拉茨基
谢尔盖·尼古拉耶维奇·维诺格拉茨基（俄语：Сергей Николаевич Виноградский，1856年9月1日—1953年2月25日），俄国微生物学家，生态学家，和土壤科学家。他首创生命的循环概念，他是土壤微生物学的创立者之一。
在1887年对于贝日阿托菌属的研究期间，他发现了第一个已知的无机营养生物形式。他报告说贝日阿托菌属氧化硫化氢(H2S)作为能量来源，并形成细胞内部的硫的微滴。此研究提供了无机营养生物的第一个例子，但不是自养生物。
他首先发现硝化作用为硝化细菌所引起。在1885～1888年间，他分离得到能使铵氧化为亚硝酸盐的亚硝化单胞菌属和亚硝化球菌属以及能使亚硝酸盐氧化为硝酸盐的硝化杆菌属两种细菌。同时，他还研究了贝日阿托氏菌后确定了它利用无机物硫化氢作为能源、以二氧化碳作为碳源。他的研究揭示了土壤中化能无机营养型细菌的存在。

## 参看
- 马丁努斯·威廉·拜耶林克, 荷兰微生物学家和植物学家。
- 维诺格拉茨基柱
- 维诺格拉茨基陨击坑
- 维诺格拉斯基氏菌属

## 脚注
1. ↑  H. G. Thornton. . Obituary Notices of Fellows of the Royal Society. 1953-11-01, 8 (22): 635–644  [2018-04-02]. ISSN 1479-571X. doi:10.1098/rsbm.1953.0022 （英语）.
2. ↑  S. A. Waksman. . Science (New York, N.Y.). 1953-07-10, 118 (3054): 36–37  [2019-02-13]. ISSN 0036-8075. PMID 13076173.
3. ↑  Martin Dworkin. . FEMS microbiology reviews. 2012-03, 36 (2): 364–379  [2019-02-13]. ISSN 1574-6976. PMID 22092289. doi:10.1111/j.1574-6976.2011.00299.x. （原始内容存档于2019-02-07）.
4. ↑  Winogradsky S. . Bot. Zeitung. 1887, (45): 489–610.